# 谷川立紀
谷川 立紀（たにかわ りつき、2月23日 - ）、日本の男性声優。愛知県出身。以前は81プロデュースに所属していた。

## 人物
趣味・特技はスノーボード、ゲーム、音楽鑑賞、タイピング。方言は三河弁。

## 出演

### テレビアニメ
- 縁結びの妖狐ちゃん（2017年）
- リトルウィッチアカデミア（2017年、観客）
- 3D彼女 リアルガール（2018年、高梨の友人、男子生徒）
- 一人之下 羅天大醮篇（2018年、零）

### ゲーム
- ナイトスリンガー（2016年、スコール 他）
- 地球防衛軍5
- 武器よさらば（2017年、レイジ）
- 社長、バトルの時間です!（2020年、ロラン・ド・ジュノ[2]）

### イベント
- 81LIVE SALON〜声瞬〜81落語会　produce by 入船亭扇蔵